# Temporada do Paysandu Sport Club de 2009
O Paysandu Sport Club em 2009 disputou dois torneios distintos: o Campeonato Paraense (93º) e Campeonato Brasileiro - Série C (4º). Conquistou o Campeonato Paraense (43º título)

## Uniformes de Jogo

### Uniformes de Jogo
- 1º - Camisa azul, short azul e meias azuis;
- 2º - Camisa branca, short branco e meias brancas.

| Cores do Time · Cores do Time · Cores do Time · Cores do Time · Cores do Time | Cores do Time · Cores do Time · Cores do Time · Cores do Time · Cores do Time |  |

### Amistosos
| 10 de Janeiro | Seleção de Barcarena | 1 - 5 | Paysandu                                                          | Barcarenão, Barcarena |
|               | Gol marcado          |       | Zé Augusto · Balão · Rafael Oliveira · Preto Barcarena · Bernardo |                       |

| 13 de Janeiro | São Francisco de Barcarena | 0 - 2 | Paysandu          | Barcarenão, Barcarena |
|               |                            |       | Zé Carlos · Nélio |                       |

| 26 de Abril | Sporting de Barcarena | 1 - 4 | Paysandu               | Barcarenão, Barcarena |
|             | Wilson                |       | Balão · Tetê · Rossini |                       |

| 31 de Maio | Izabelense  | 1 - 0 | Paysandu | Abreuzão, Santa Izabel do Pará |
|            | Gol marcado |       |          |                                |

| 7 de Junho | Cristal-AP | 1 - 3 | Paysandu                 | Glicerão, Macapá    |
| 18:00      | Max Jari   |       | Zé Carlos · Torrô · Roni | Árbitro: José Mário |

| 4 de Outubro | Seleção de São Caetano de Odivelas | 3 - 1 | Paysandu |  |
|              | Romário · Afonso · Thiago          |       | Dadá     |  |

| 25 de Outubro | Seleção de Juruti | 1 - 3 | Paysandu                      |  |
|               | Gol marcado       |       | Jenison · Robert · Zé Augusto |  |

| 28 de Outubro | Seleção de Óbidos | 0 - 1 | Paysandu |  |
|               |                   |       | Eanes    |  |

| 31 de Outubro | Seleção de Oriximiná | 1 - 2 | Paysandu                |  |
|               | Gol marcado          |       | Robert · Carlos Eduardo |  |

| 4 de Novembro | São Francisco de Monte Alegre | 1 - 2 | Paysandu            |  |
|               | Gol marcado                   |       | Bruno Lança · Eanes |  |

| 6 de Novembro | Atlético Almeirim | 1 - 2 | Paysandu                |  |
|               | Gol marcado       |       | Julian · Carlos Eduardo |  |

| 7 de Novembro | Seleção de Vale do Jari-AP | 0 - 2 | Paysandu                 |  |
|               |                            |       | Cláudio Hallax · Josemar |  |

| 12 de Novembro | Paysandu | 0 - 0 | São Caetano de Odivelas | Curuzu, Belém |
|                |          |       |                         |               |

| 15 de Novembro | Cametá | 0 - 0 | Paysandu | Parque do Bacurau, Cametá |
|                |        |       |          |                           |

| 13 de dezembro | Remo                                    | 3 - 1 | Paysandu | Mangueirão, Belém |
|                | Gol marcado · Gol marcado · Gol marcado |       | Bernardo |                   |

### Campeonato Paraense

#### Taça Cidade de Belém
| 17 de Janeiro | Paysandu                                   | 4 - 3 | Vila Rica                     | Curuzu, Belém |
| 16:00         | Rossini pen' · Rafael Oliveira · Zé Carlos |       | Biro Biro · Pituta · Mocajuba |               |

| 20 de Janeiro | Castanhal | 0 - 2 | Paysandu            | Modelão, Castanhal |
| 20:30         |           |       | Zé Augusto · Zeziel |                    |

| 25 de Janeiro | Paysandu                                                      | 4 - 1 | Time Negra | Curuzu, Belém |
| 16:00         | Zé Augusto 49' · Mael 60' · Rafael Oliveira 71' · Rossini 79' |       | 13' Moisés |               |

| 4 de Fevereiro | Ananindeua | 1 - 1 | Paysandu   | Curuzu, Belém |
| 20:30          | Dudu 90+3' |       | 17' Zeziel |               |

| 8 de Fevereiro | Remo              | 2 - 2 | Paysandu            | Mangueirão, Belém |
| 16:00          | Levy pen' · Ramon |       | Zeziel · Zé Augusto |                   |

| 12 de Fevereiro | Paysandu                     | 3 - 0 | São Raimundo-PA | Curuzu, Belém |
| 20:30           | Vélber · Rossini · Zé Carlos |       |                 |               |

| 15 de Fevereiro | Paysandu          | 2 - 1 | Águia de Marabá | Curuzu, Belém |
| 16:00           | Zé Carlos · Nélio |       | Gol marcado     |               |

Semifinal
| 19 de Fevereiro | Paysandu                                        | 6 - 4 | Castanhal                          | Mangueirão, Belém |
| 20:30           | Aldivan · Vélber pen' · Zé Carlos · Alex Sandro |       | Everton · Torrô · Paulinho Pitbull |                   |

Final
| 26 de Fevereiro | São Raimundo-PA | 0 - 3 | Paysandu                      | Mangueirão, Belém                      |
| 20:30           |                 |       | 14' Zé Carlos · 57' 60' Balão | Árbitro: Domingos de Jesus Viana Filho |

| 1 de Março | Paysandu                    | 2 - 3 | São Raimundo-PA            | Mangueirão, Belém                             |
| 16:00      | Zé Carlos 25' · Luciano 65' |       | 47' 59' Hélcio · 53' Filho | Público: 14,953 Árbitro: Clauber José Miranda |

#### Taça Estado do Pará
| 8 de Março | Vila Rica | 1 - 2 | Paysandu    | Geraldão, Breves (Ilha de Marajó)   |
| 15:30      | Pituta    |       | pen' Vélber | Árbitro: Dewson F. Freitas da Silva |

| 12 de Março | Paysandu      | 3 - 2 | Castanhal                 | Curuzu, Belém |
| 20:30       | Vélber · Rôni |       | Gol marcado · Gol marcado |               |

| 15 de Março | Time Negra                                | 3 - 3 | Paysandu                               | Ipixunão, Ipixuna do Pará |
| 16:00       | Albertinho · Rondineli pen' · Diego Índio |       | Zé Augusto · pen' Zé carlos · Reinaldo |                           |

| 22 de Março | Paysandu   | 1 - 0 | Remo | Mangueirão, Belém |
| 16:00       | Zé Augusto |       |      |                   |

| 25 de Março | Paysandu | 1 - 0 | Ananindeua | Curuzu, Belém                     |
| 20:30       | Luciano  |       |            | Árbitro: Joelson Ferreira Cardoso |

| 28 de Março | São Raimundo-PA | 1 - 2 | Paysandu                 | Colosso do Tapajós, Santarém |
| 15:30       | Coute           |       | pen' Vélber · Zé Augusto |                              |

| 2 de Abril | Águia de Marabá        | 2 - 1 | Paysandu | Rosenão, Parauapebas |
| 20:40      | Flamel pen' · Léo Rosa |       | Reinando |                      |

Semifinal
| 12 de Abril | Paysandu       | 1 - 2 | Remo                    | Mangueirão, Belém |
| 17:00       | Reinaldo 90+1' |       | 7' Helinho · 45+1' Beto |                   |

### Final (Taça Açaí)
Primeiro jogo
| 3 de maio | Paysandu                                                                                | 6 – 1 | São Raimundo-PA | Estádio Mangueirão, Belém        |
| 17:00     | Zeziel 27', 47' · Reinaldo 34' · Aldivan 37' · Cláudio Hallax 73' · Paulo de Tárcio 89' |       | 61' Marabá      | Árbitro: Ricardo Marques Ribeiro |

Segundo jogo
| 9 de maio | São Raimundo-PA                 | 2 – 3 | Paysandu                      | Estádio Mangueirão, Belém                    |
| 17:00     | Trindade 31' · Garrinchinha 72' |       | 40' Aldivan · 64', 76' Zeziel | Público: 19,486 Árbitro: Heber Roberto Lopes |

### Série C

#### 1º fase
| 24 de maio    | Paysandu     | 1 – 0 | Sampaio Corrêa | Mangueirão, Belém - PA                                                  |
| 18:00 (UTC-3) | Zé Carlos 1' |       |                | Público: 17,378 pagantes Árbitro: AP Elivaldo Cássio dos Santos Ribeiro |

| 14 de junho   | Paysandu                        | 3 – 1 | Rio Branco-AC | Mangueirão, Belém - PA                                      |
| 16:00 (UTC-3) | Zeziel 27' · Zé Carlos 59', 70' |       | 17' Testinha  | Público: 12,603 pagantes Árbitro: PI Afonso Amorim de Souza |

| 20 de junho   | Águia de Marabá       | 2 – 2 | Paysandu                      | Rosenão, Parauapebas - PA                                       |
| 16:00 (UTC-3) | Bruno Rangel 16', 55' |       | 19' (g.c.) Magrão · 41' Torrô | Público: 4,500 pagantes Árbitro: BA Arilson Bispo da Anunciação |

| 27 de junho   | Luverdense                                | 3 – 2 | Paysandu                | Estádio Municipal Passos da Ema, Lucas do Rio Verde - MT     |
| 18:30 (UTC-4) | Edenilson 11', 75' · Paulinho Marília 58' |       | 4' Zé Carlos · 8' Torrô | Público: 914 pagantes Árbitro: ES Wallace Nascimento Valente |

| 5 de julho    | Paysandu              | 2 – 1 | Águia de Marabá | Estádio da Curuzu, Belém - PA                               |
| 16:00 (UTC-3) | Zé Augusto 82', 90+3' |       | 57' Charles     | Público: 9,792 pagantes Árbitro: RO Almir Belarmino Caetano |

| 12 de julho   | Rio Branco-AC                          | 4 – 0 | Paysandu | Arena da Floresta, Rio Branco - AC                         |
| 18:00 (UTC-4) | Renatinho 22' · Testinha 49', 53', 68' |       |          | Público: 5,816 pagantes Árbitro: DF Wilton Pereira Sampaio |

| 16 de julho   | Paysandu   | 1 – 1 | Luverdense | Estádio da Curuzu, Belém - PA                                 |
| 20:30 (UTC-3) | Vélber 54' |       | 55' Simião | Público: 8,578 pagantes Árbitro: SP José Henrique de Carvalho |

| 2 de agosto   | Sampaio Corrêa | 0 – 0 | Paysandu | Estádio Renê Bayma, Codó - MA                              |
| 19:00 (UTC-3) |                |       |          | Público: 4,408 pagantes Árbitro: SP Rodrigo Martins Cintra |

#### Quartas de final
| 9 de agosto   | Paysandu   | 1 – 1 | Icasa        | Curuzu, Belém - PA                                                  |
| 16:00 (UTC-3) | Luciano 2' |       | 57' Marciano | Público: 12,400 pagantes Árbitro: RJ Péricles Bassols Pegado Cortez |

| 16 de agosto  | Icasa                                                                        | 6 – 2 | Paysandu                  | Romeirão, Juazeiro do Norte - CE                               |
| 18:30 (UTC-3) | Marciano 11' 55' · Marcos Vinícius 34' 79' · Júnior Xuxa 51' · Carlinhos 83' |       | 35' Aldivan · 78' Michell | Público: 7,138 pagantes Árbitro: PR Héber Roberto Lopes (FIFA) |

## Estatísticas
- Atualizado em 13 de Dezembro
- Jogadores riscados já não integram mais o elenco do Paysandu ou estão em período de empréstimo

### Artilharia
A artilharia da temporada:
| #          | Futebolista     | Total | Amistosos | Campeonato Paraense | Brasileiro Série C |
| ---------- | --------------- | ----- | --------- | ------------------- | ------------------ |
| 1º         | Zé Carlos       | 16    | 2         | 10                  | 4                  |
| 2º         | Zé Augusto      | 10    | 2         | 6                   | 2                  |
| 3º         | Zeziel          | 8     | 0         | 7                   | 1                  |
| 3º         | Vélber          | 8     | 0         | 7                   | 1                  |
| 4º         | Balão           | 5     | 3         | 2                   | 0                  |
| 5º         | Rossini         | 4     | 1         | 3                   | 0                  |
| 5º         | Reinaldo        | 4     | 0         | 4                   | 0                  |
| 5º         | Aldivan         | 4     | 0         | 3                   | 1                  |
| 6º         | Rafael Oliveira | 3     | 1         | 2                   | 0                  |
| 6º         | Torrô           | 3     | 1         | 0                   | 2                  |
| 6º         | Luciano         | 3     | 0         | 2                   | 1                  |
| 7º         | Robert          | 2     | 2         | 0                   | 0                  |
| 7º         | Eanes           | 2     | 2         | 0                   | 0                  |
| 7º         | Carlos Eduardo  | 2     | 2         | 0                   | 0                  |
| 7º         | Bernardo        | 2     | 2         | 0                   | 0                  |
| 7º         | Cláudio Hallax  | 2     | 1         | 1                   | 0                  |
| 7º         | Nélio           | 2     | 1         | 1                   | 0                  |
| 7º         | Rôni            | 2     | 1         | 1                   | 0                  |
| 8º         | Preto Barcarena | 1     | 1         | 0                   | 0                  |
| 8º         | Tetê            | 1     | 1         | 0                   | 0                  |
| 8º         | Dadá            | 1     | 1         | 0                   | 0                  |
| 8º         | Jenilson        | 1     | 1         | 0                   | 0                  |
| 8º         | Bruno Lança     | 1     | 1         | 0                   | 0                  |
| 8º         | Julian          | 1     | 1         | 0                   | 0                  |
| 8º         | Josemar         | 1     | 1         | 0                   | 0                  |
| 8º         | Mael            | 1     | 0         | 1                   | 0                  |
| 8º         | Alex Sandro     | 1     | 0         | 1                   | 0                  |
| 8º         | Paulo de Tárcio | 1     | 0         | 1                   | 0                  |
| 8º         | Michell         | 1     | 0         | 0                   | 1                  |
| Gol contra | Gol contra      | 1     | 0         | 0                   | 1                  |

### Desempenho dos treinadores
| Técnico        | Inicio     | Fim         | Torneio   | Pts | J  | V  | E | D | GP | GC | SG | %      |
| Edson Gaúcho   | Em Janeiro | Em Junho    | Paraense  | 45  | 20 | 14 | 3 | 3 | 52 | 29 | 23 | 75%    |
| Edson Gaúcho   | Em Janeiro | Em Junho    | Amistosos | 12  | 5  | 4  | 0 | 1 | 14 | 4  | 10 | 80%    |
| Edson Gaúcho   | Em Janeiro | Em Junho    | Serie C   | 7   | 4  | 2  | 1 | 1 | 8  | 6  | 2  | 58.33% |
| Edson Gaúcho   | Em Janeiro | Em Junho    | Total     | 64  | 29 | 20 | 4 | 5 | 74 | 39 | 35 | 73.56% |
| Walter Lima    | Em Junho   | Em Agosto   | Serie C   | 6   | 6  | 1  | 3 | 2 | 7  | 12 | -5 | 33.33% |
| Nasareno Silva | Em Outubro | Em Dezembro | Amistosos | 20  | 10 | 6  | 2 | 2 | 14 | 10 | 4  | 66.66% |
| Total          | Total      | Total       | Total     | 90  | 45 | 27 | 9 | 9 | 95 | 61 | 34 | 66.66% |